# オオウバユリ

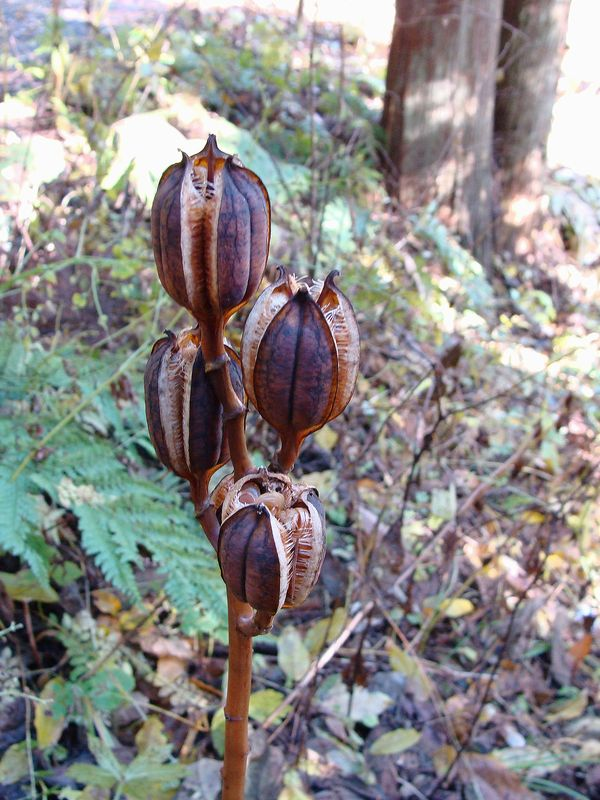
立ち枯れした実。大量の種が入っている

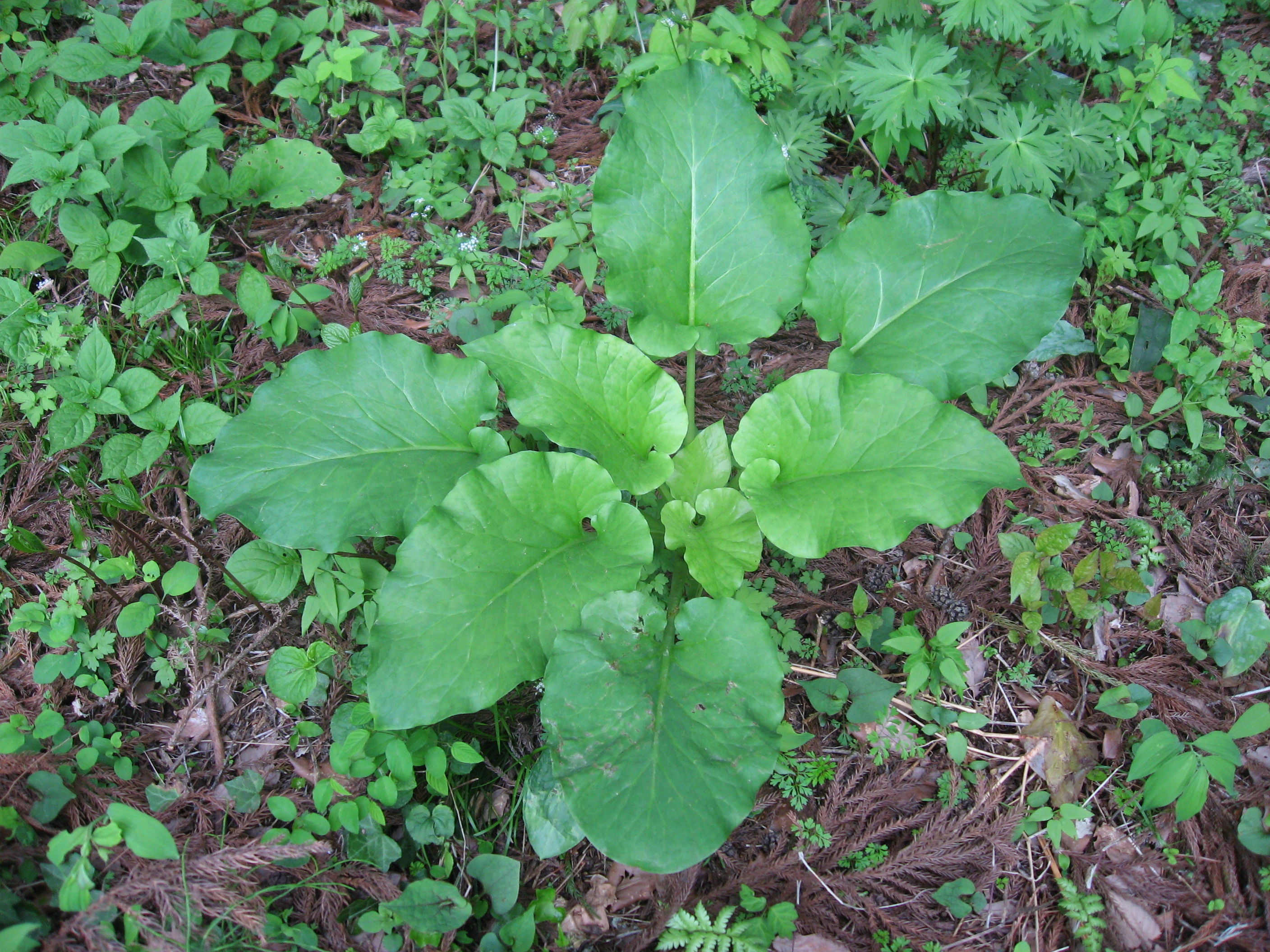
花軸が立つ前の葉のようす　5月

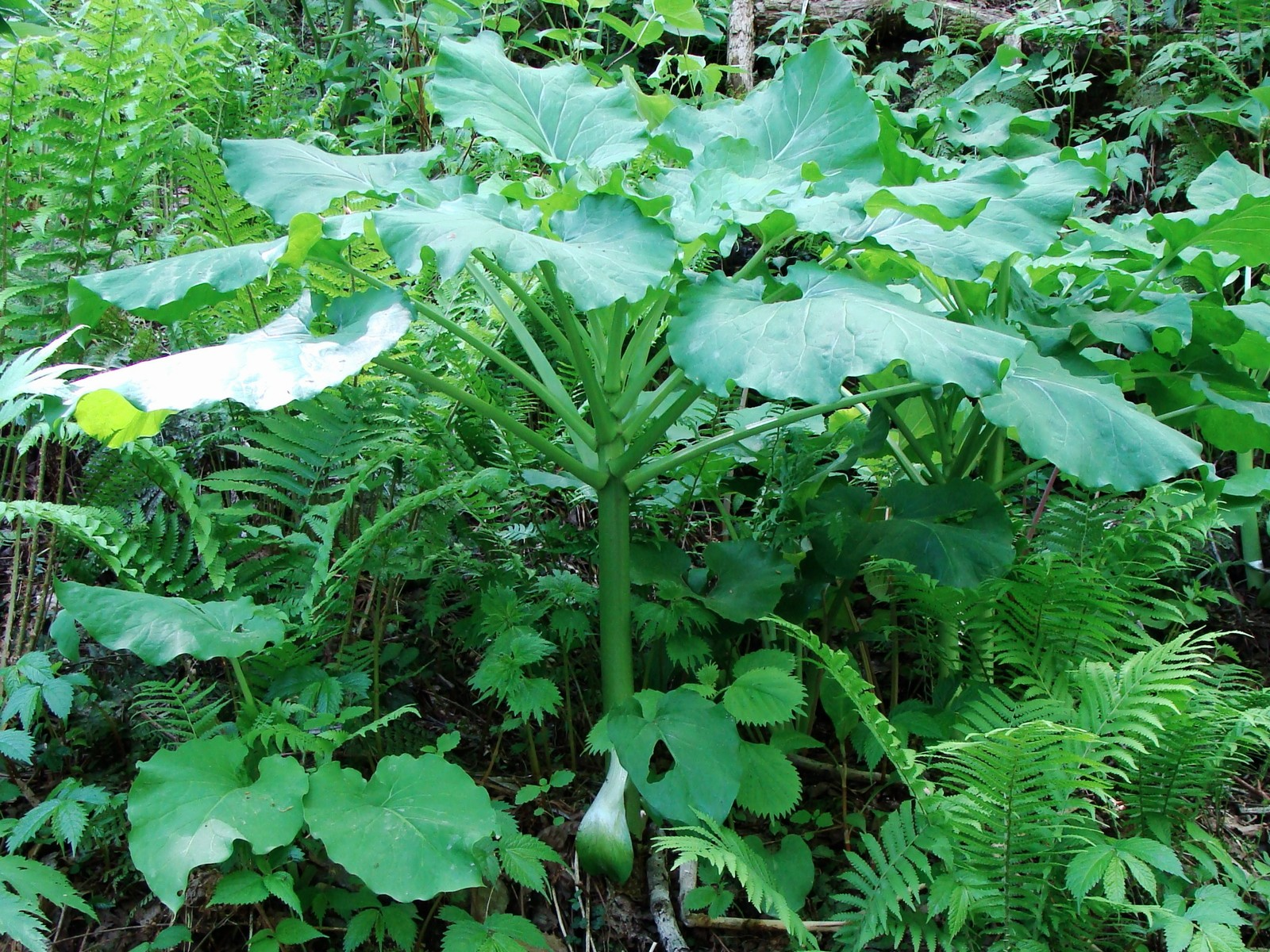
直径が120センチを超える大株。根元に鱗茎の名残（ヘラのような葉）が見える

オオウバユリ（大姥百合、学名：Cardiocrinum cordatum var. glehnii ）はユリ科ウバユリ属の多年草。ウバユリの変種として扱われる。

## 分布と生育環境
本州の中部以北、北海道に分布し、やや湿り気のある林内、林縁に自生する。
北海道札幌市北区の屯田防風林では、アイヌ文化の保護の意味合いもあって、数ヶ所にオオウバユリの保護区域が設けられている。

## 特徴
高さは1.5 - 2.0メートルになり、花期は7 - 8月で、10 - 20個の黄緑色ないし緑白色の花をつける。翌春まで立ち枯れした、実をつけた茎をみることがある。
花をつけた株は一生を終えるが、元株の脇に子株が育っている。
関東地方以西から四国、九州に分布するウバユリより大型で、花の数も多い。

## 食用
鱗茎はデンプンを含み、食用にできる。

### アイヌ文化での位置
北海道ではアイヌの人々により根がトゥレㇷ゚の名で食用にされ、ギョウジャニンニク（キト）とともに重要な位置を占めていた。
旧暦4月をアイヌ語で「モキウタ」（すこしばかりウバユリを掘る月）、5月を「シキウタ」（本格的にウバユリを掘る月）と呼び、この時期に女性達はサラニㇷ゚（編み袋）と掘り棒を手に山野を廻り、オオウバユリの球根を集める。集まった球根から、以下の方法で澱粉を採集する。
1. 球根から茎と髭根を切り落とした後、鱗片を一枚一枚はがし、きれいに水洗いする。
2. 鱗片を大きな桶に入れ、斧の刃の峰を杵がわりにして粘りが出るまで搗き潰す。その後で桶に水を大量に注ぎ、2日ほど放置する。
3. 数日経てば桶の水面には細かい繊維や皮のクズが浮き、底には澱粉が沈殿している。繊維クズは「オントゥレㇷ゚」を作るために取り分ける。桶の底に溜まった澱粉のうち、半液体状の「二番粉」と粉状の「一番粉」を分離する。

これら2種類の澱粉は乾燥して保存するが、その前に水溶きした一番粉をイタドリやヨブスマソウなど、空洞になっている草の茎のなかに流し込み、灰の中で蒸し焼きにしてくずきり状にして食べたり、二番粉を団子に丸めて蕗やホオノキの葉で包んで灰の中で焼き、筋子や獣脂を添えて食べたりする。
乾燥して保存された澱粉のうち、日常使用されるのは二番粉である。団子に加工して、サヨ（粥）に入れる。一番粉は贈答用や薬用で、普段は滅多に口にできない。一番粉を水に溶いたものは下痢止めの薬として飲まれていた。
なお、一連の澱粉採集作業の間、「酒」と「色事」に関する会話はタブーである。澱粉が落ち着かなくなり、うまく沈殿しなくなるという。

### オントゥレㇷ゚
直訳すれば「醗酵させたウバユリ」。トゥレㇷ゚（オオウバユリ）から澱粉を抽出する際、同時に集めた皮や繊維などのカスを醗酵させて作った保存食である。以下の方法で作られる。
1. オオウバユリの球根を潰して水に晒した際、水面や水中に浮く繊維や皮をイチャリ（笊）で集める。
2. よく水気を絞ったのち、蕗やヨブスマソウの葉で包んで3 - 10日ほど寝かせ、醗酵させる。この醗酵作業を「オン」という。
3. オンさせたものを臼に入れ、よく搗き潰す。搗きあがったらこねてドーナツ状に丸め、乾燥させる。
4. 紐を通して炉の火棚に吊るして貯蔵する。

食べる際は搗き砕いて水に漬けて戻し、団子にしてサヨ（粥）に入れる。
詳細は、アイヌ料理の項参照。

## 近縁種
- ウバユリ（姥百合、学名：Cardiocrinum cordatum）

## 写真

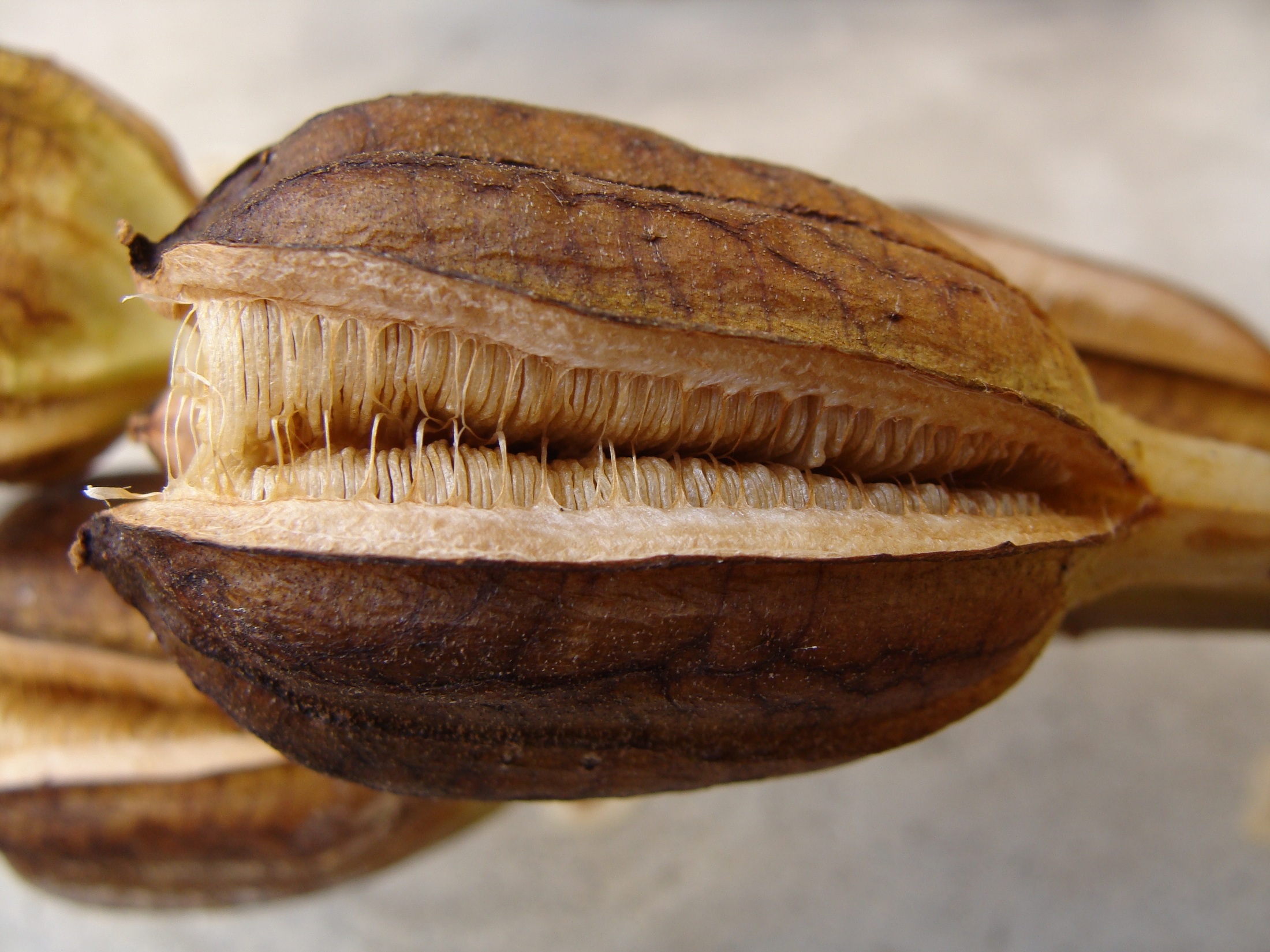
拡散前の実を接写
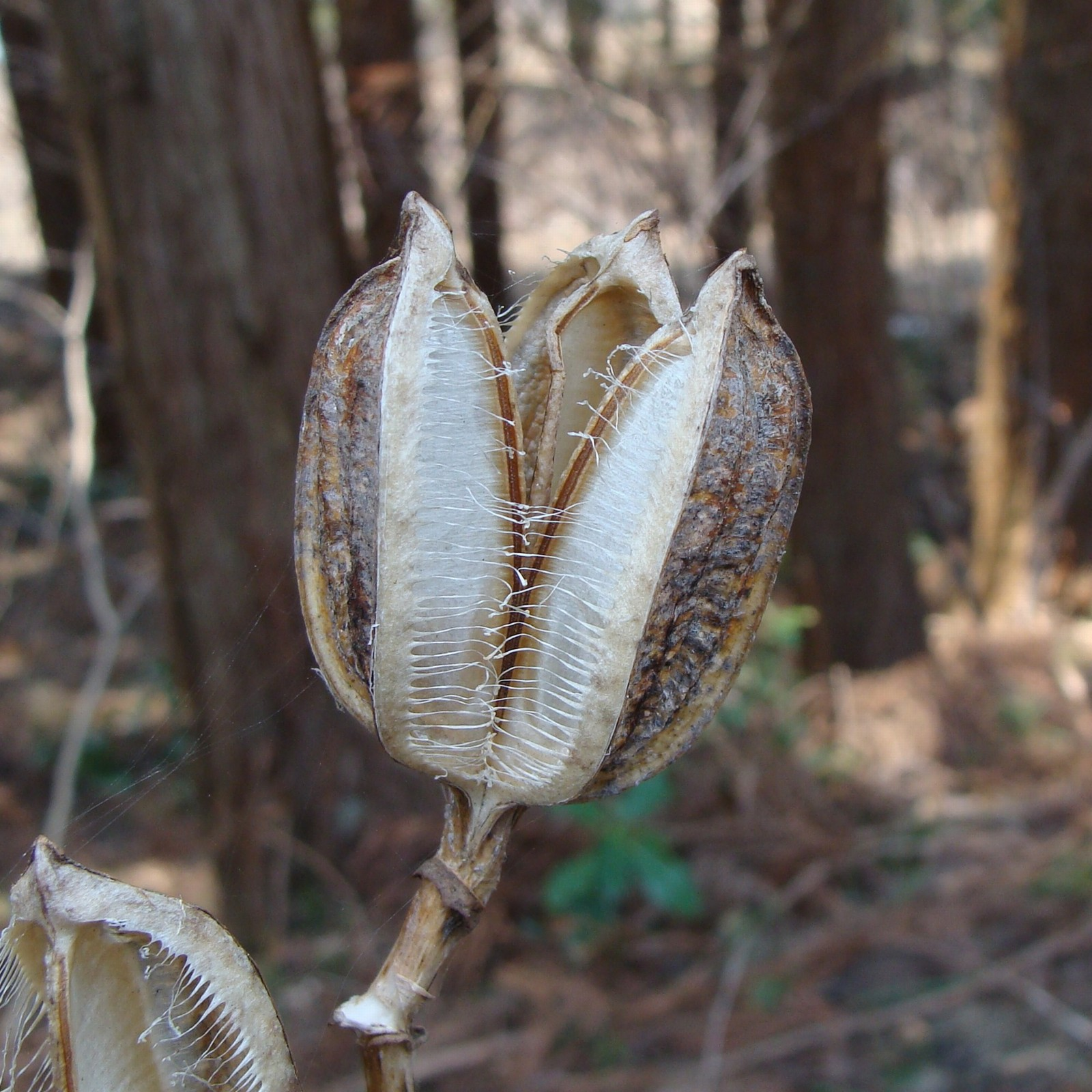
種が出きった実
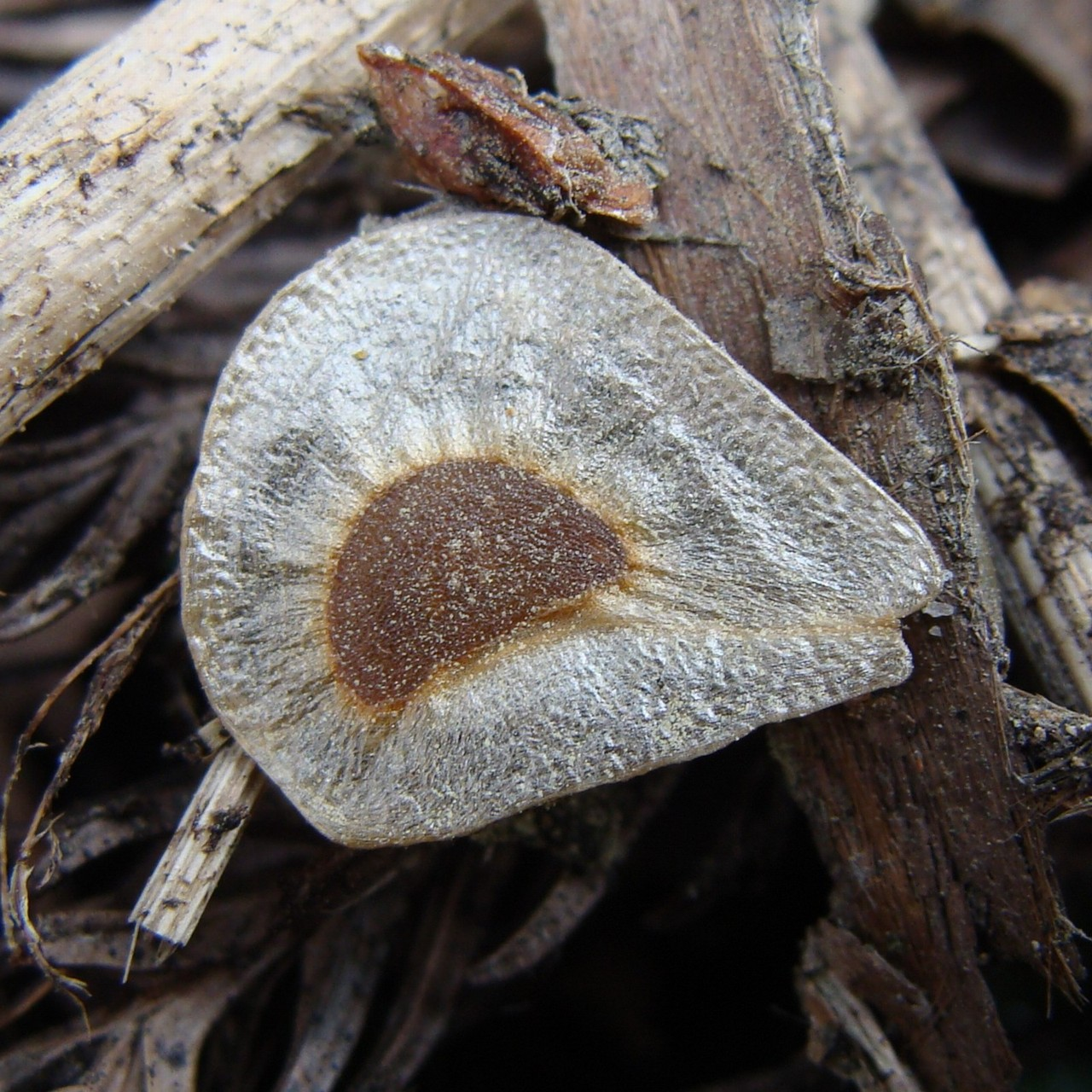
種子の様子
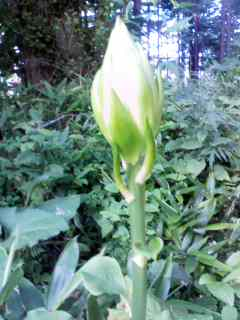
つぼみ
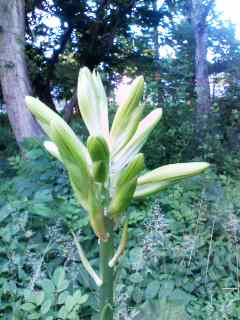
つぼみ
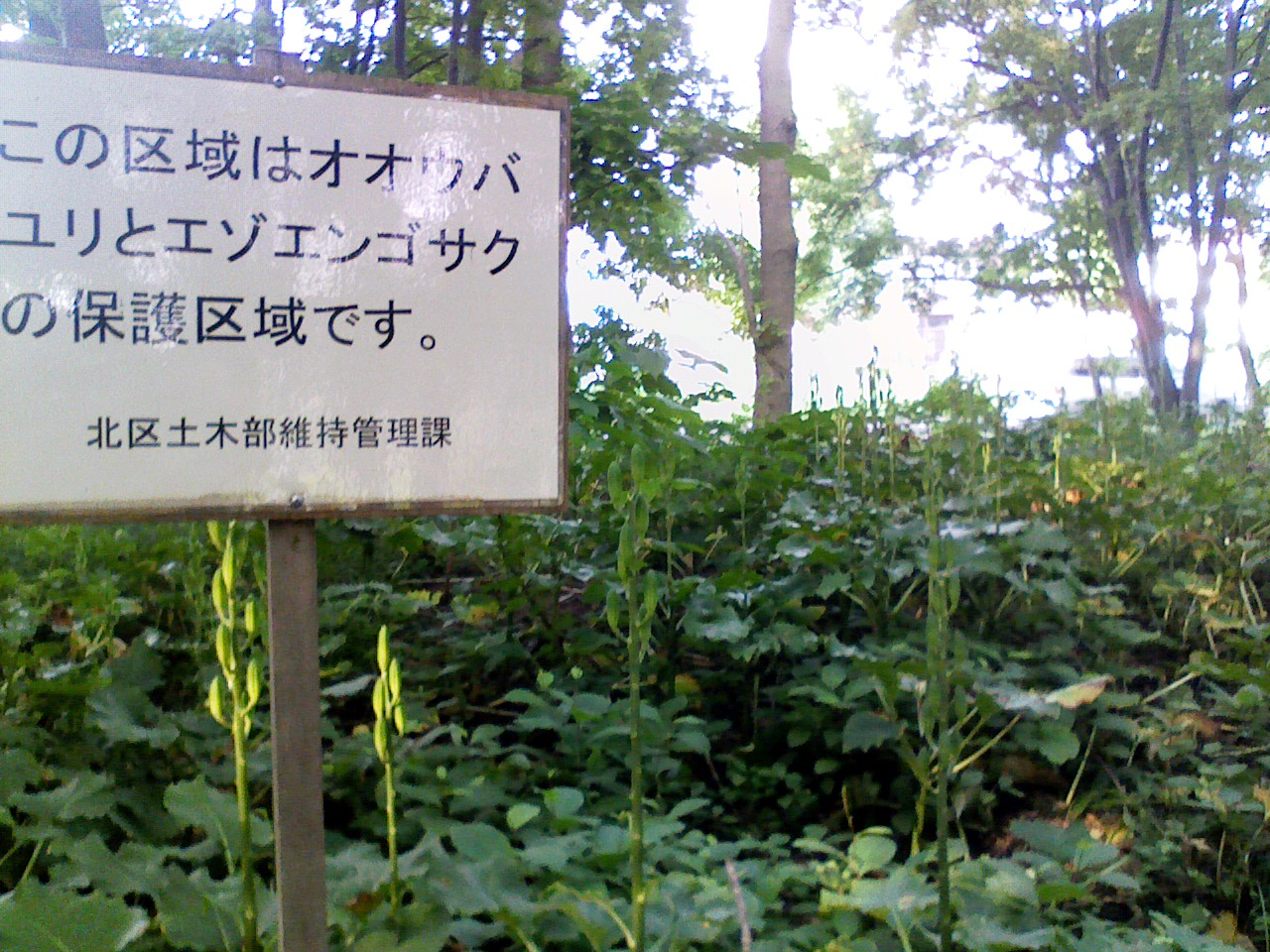
保護区域の看板
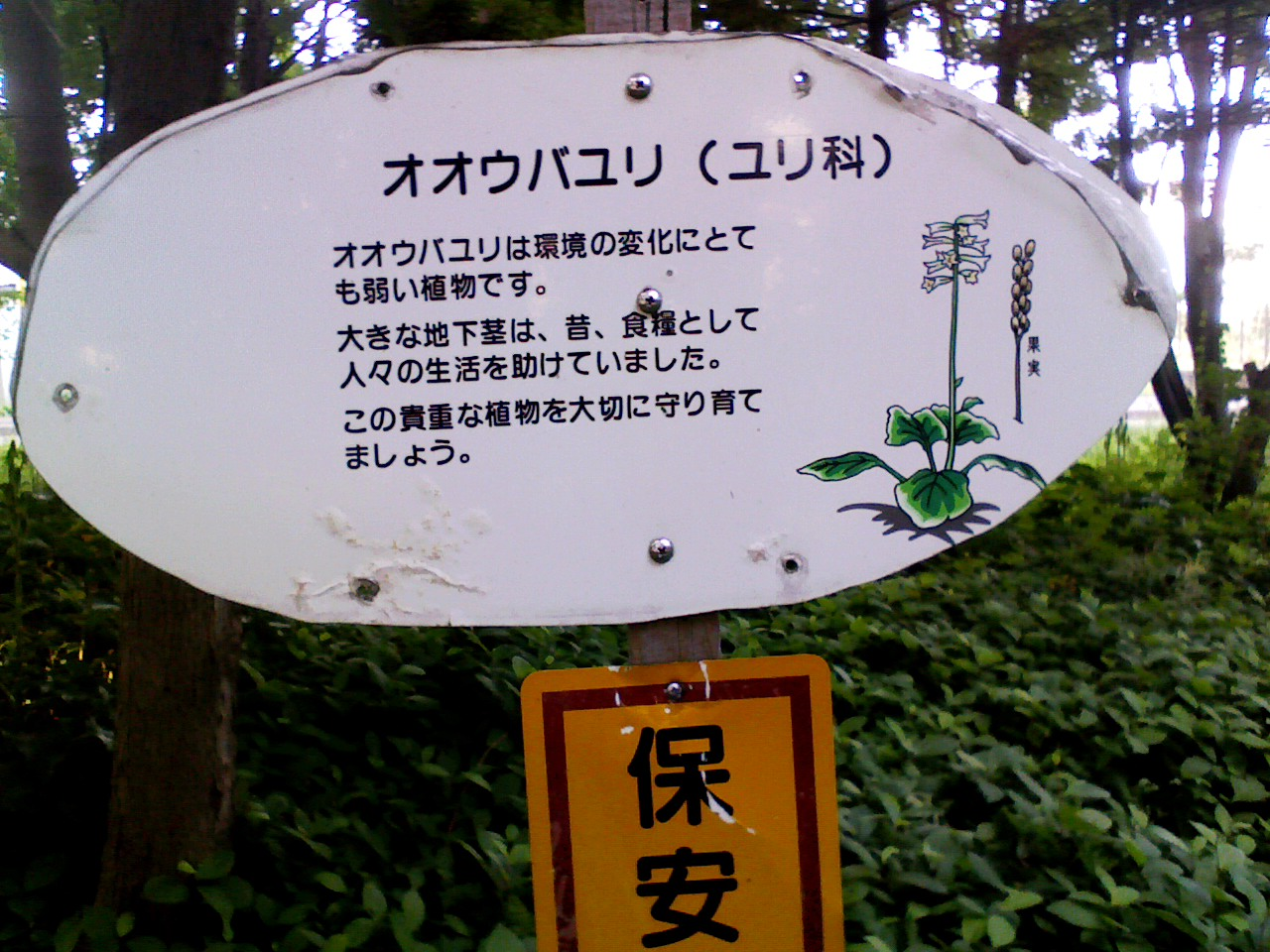
保護区域の看板